# Lodowiec Stubai

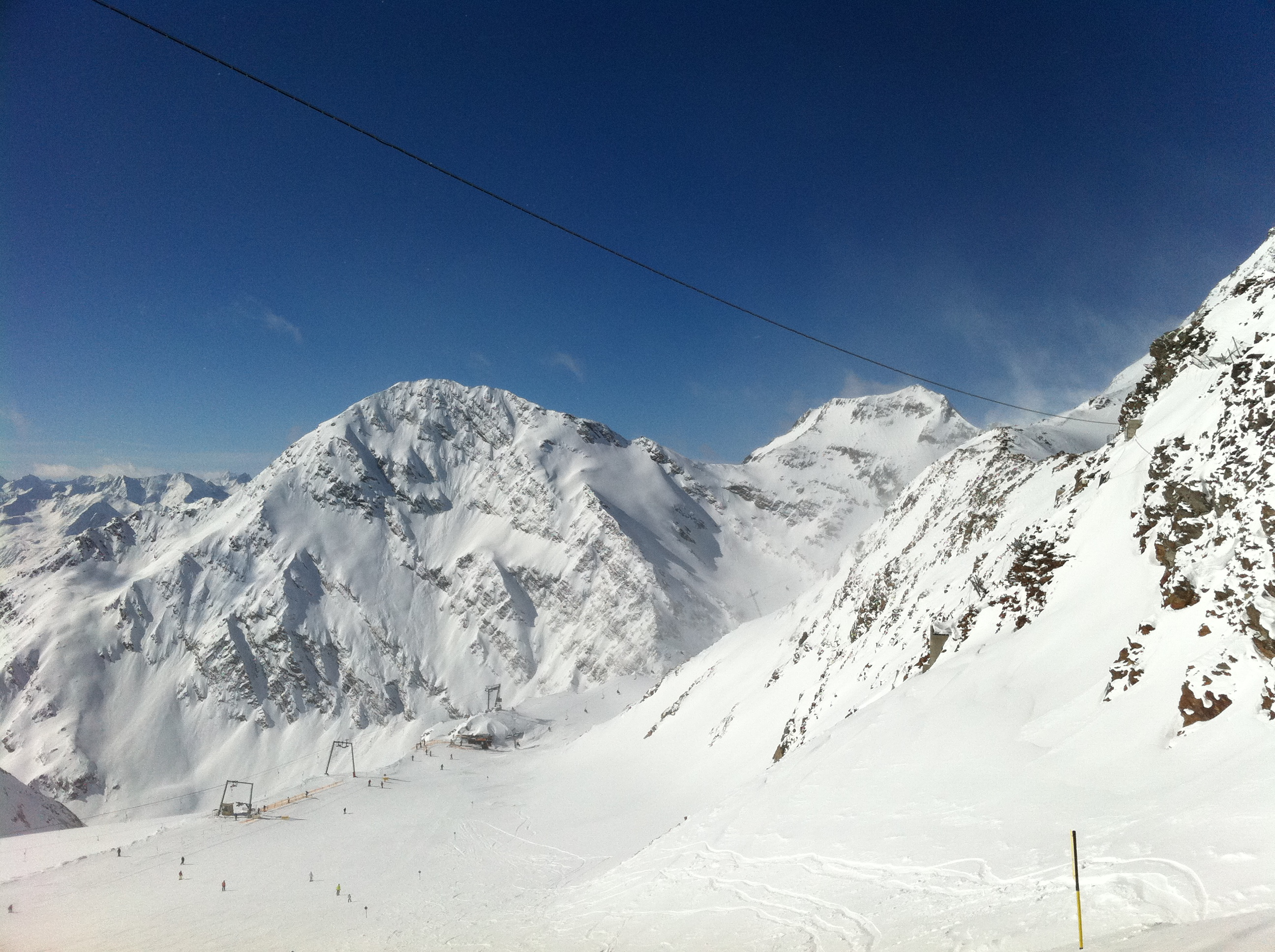
Ośrodek narciarski Stubaier Gletscher – „Lodowiec Stubai”

Stubaier Gletscher (pol. „Lodowiec Stubai”) – ośrodek narciarski na lodowcach Daunkogelferner, Schaufelferner, Gaißkarferner, Fernauferner i Windachferner w Austrii, w Tyrolu (powiat Innsbruck-Land), w Stubaier Alpen w pobliżu miejscowości Neustift im Stubaital. Z całkowitą powierzchnią terenu narciarskiego wynoszącą 1450 ha, jest uznawany za największy lodowcowy teren narciarski w Austrii. Nazywany jest „Królestwem śniegu”.
Ośrodek znajduje się na północny wschód od szczytu Stubaier Wildspitze (3341 m n.p.m.), na wschód od Daunkogel (3330 m n.p.m.) oraz na północ od szczytu Schaufelspitze (3332 m n.p.m.). Infrastruktura ośrodka rozmieszczona jest na lodowcach: Daunkogelferner, Schaufelferner, Gaißkarferner, Fernauferner i Windachferner.
Ośrodek obejmuje tereny od wysokości 1697 m n.p.m. (dolna stacja kolejki gondolowej 3S Eisgrat I) do wysokości 3212 m n.p.m. (górna stacja kolejki krzesełkowej Wildspitz). Do ośrodka wjeżdża się kolejką z doliny Stubaital.
W lecie jest to obszar do wędrówek wysoko-alpejskich. Do 2002 roku na terenie lodowcowym można było jeździć na nartach także latem. Obecność śniegu na terenach ośrodka jest pewna od października do czerwca.

## Historia

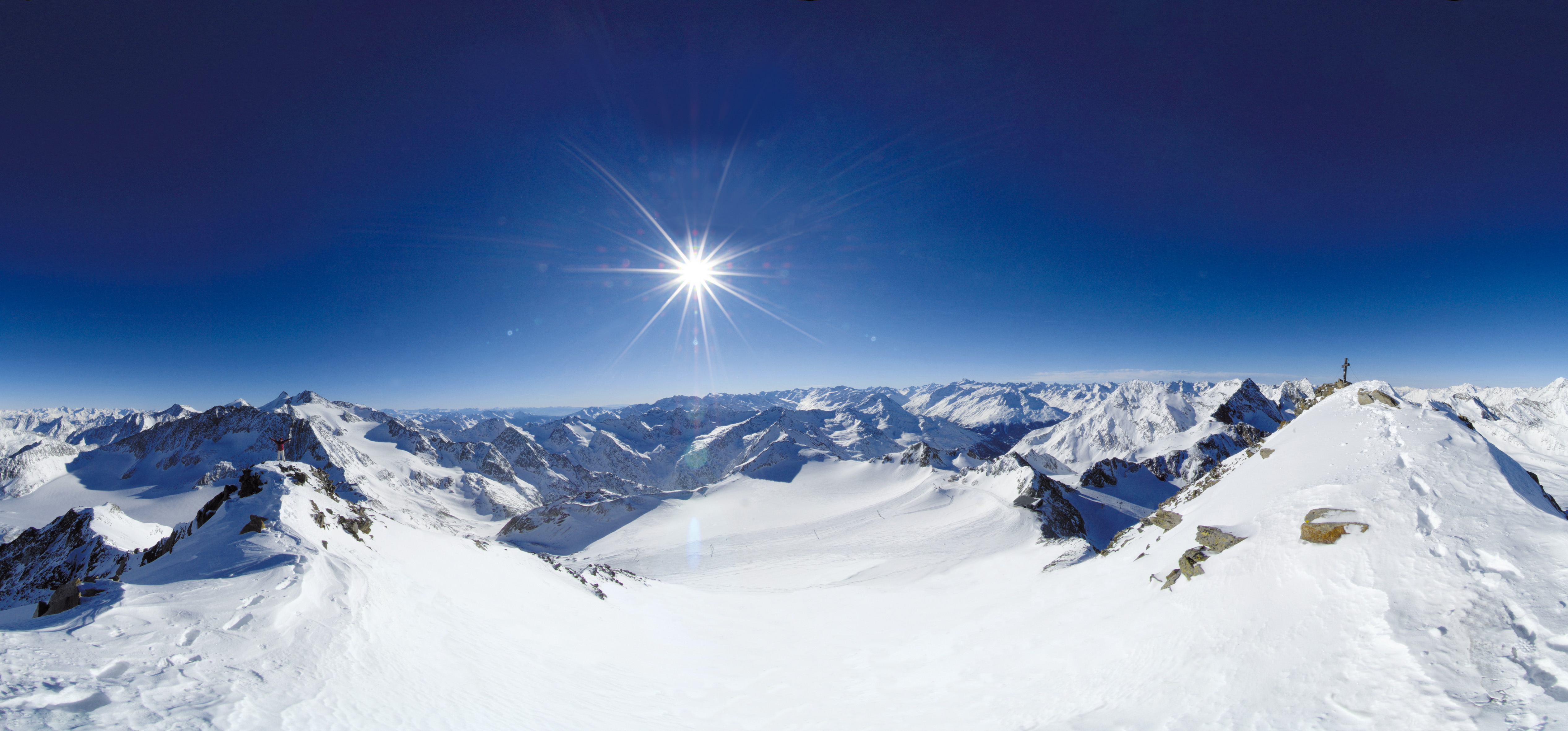
Widok na tereny ośrodka z Schaufelspitze

Pierwsza kolejka do ośrodka została oddana do użytku w 1973 roku i kursowała do schroniska Dresdner Hütte. Pozostałą odległość do Gamsgarten (ponad 300 metrów) trzeba było pokonać pieszo. Restauracja Eisgrat oraz kolejka Eisjoch I zostały otwarte w 1974 roku, kolejka Fernau – w następnym roku, a Eisjochlift II w 1976 roku.
Obecnie ośrodek obsługuje 26 kolejek linowych (stan na 23.10.2017 r.). Najnowocześniejszą z nich jest kolejka gondolowa 3S Eisgratbahn (uruchomiona w październiku 2016 roku), która dzięki trzem linom (dwie nośne oraz jedna napędowa) może działać także przy silnym wietrze. Wjazd z dolnej stacji w Stubaital (1697 m n.p.m.) do górnej stacji Eisgrat (2885 m n.p.m.), bez konieczności wysiadania na stacji pośredniej Fernau, trwa 12 minut. Kolejka ma 48 gondoli (projekt włoskiego studio Pininfarina), a każda z nich mieści 32 osoby, co daje możliwość przewiezienia do 3014 osób na godzinę. Gondole są przystosowane do potrzeb osób niepełnosprawnych. Koszt tej inwestycji (w tym budowa nowej stacji dolnej, przebudowa stacji pośredniej i górnej) oraz dodatkowych prac towarzyszących (m.in. budowa dwóch murów przeciwlawinowych) wyniósł 64 miliony euro. Przy okazji tej inwestycji powstała nowa trasa narciarska Fernau.
W latach 2009–2013 ośrodek otrzymywał co roku tytuł najlepszego, rodzinnego ośrodka narciarskiego w Alpach („TOP Familienskigebiet in den Alpen”), przyznawany przez ADAC Skiguide Award.
Tradycją ośrodka jest rozpoczynanie sezonu zimowego w połowie października narciarskim Oktoberfestem „Weisse Wies’n”. Oprócz piwa, przekąsek i muzyki na żywo, organizowany jest również konkurs na najlepszy, tradycyjny strój ludowy. Kobiety ubierają się w Dirndl, a mężczyźni w spodnie Lederhose.
W dniach 24-26 listopada 2017 roku po raz pierwszy w ośrodku (w snowparku „Stubai Zoo”) odbyły się zawody Pucharu Świata w narciarstwie dowolnym (FIS Freeski World Cup) w kategorii slopestyle. Zawody wygrali: Norweg Oystein Braaten oraz Szwedka Jennie-Lee Burmansson. Wydarzenie miało platynowy status przyznany przez Association of Freeskiing Professionals (AFP).

## Infrastruktura

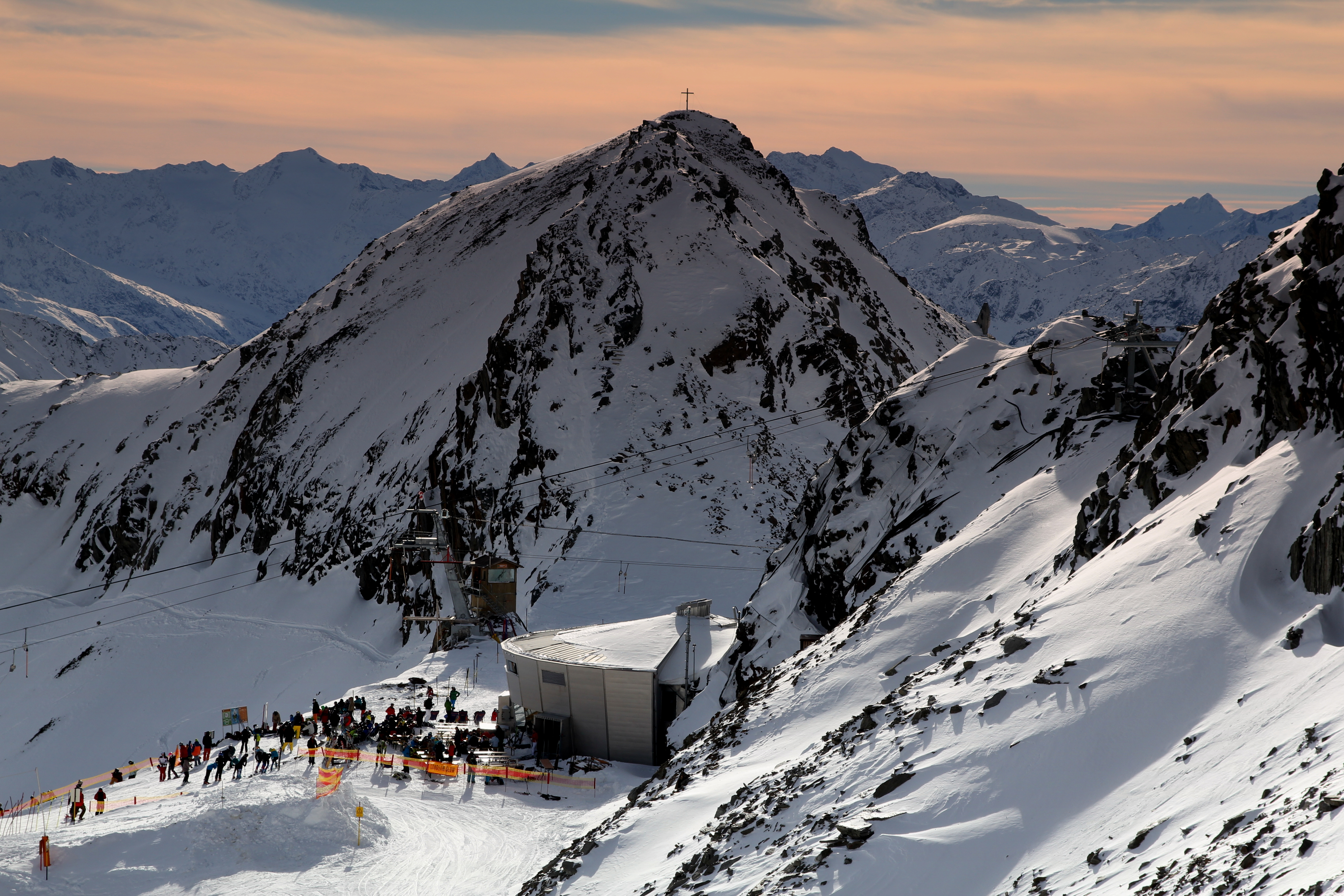
Restauracja Jochdohle

Ośrodek oferuje 35 tras narciarskich (od łatwych po trudne), dwukilometrową trasę biegową (przy Gamsgarten), 13 tras freeridowych oraz wieżę do wspinaczki lodowej (czynna od połowy grudnia do końca marca). Najbardziej stromy zjazd w ośrodku to czarna trasa Daunhill o nachyleniu stoku sięgającym do 60 procent. Najdłuższy zjazd ma długość 10 kilometrów i obejmuje nartostradę Daunferner (z pomiarem prędkości zjazdu) oraz trasę narciarską Wilde Grub'n.
Snowpark Stubai Zoo, zlokalizowany poniżej szczytu Schaufelspitze na lodowcu Gaißkarferner, ma trzy trasy: Easy, Medium i Pro Line. Na jesieni i na wiosnę jest popularnym miejscem spotkań snowboardzistów i freestylerów podczas takich wydarzeń jak Stubai Premiere (otwarcie parku w październiku), Stubai Prime Park Sessions (październik – listopad) i Spring Session (kwiecień – maj). Szczególnie te dwie ostatnie imprezy przyciągają profesjonalnych sportowców. W organizowanych tu wydarzeniach uczestniczyli m.in. Norwedzy Ståle Sandbech i Marcus Kleveland, Amerykanie Sage Kostsenburg, McRae Williams, Thomas Wallisch, Kanadyjczyk Mark McMorris oraz Szwed Jon Olsson.
W ośrodku są atrakcje dla dzieci: działa szkółka narciarska, przedszkole i restauracja dla dzieci, znajduje się rodzinna trasa zjazdowa BIG Family Fun Slope z zakrętami i skoczniami, oferowane są przejażdżki ratrakiem (od grudnia do kwietnia), odwiedzić można śnieżny zamek BIG Family Schneeburg przy stacji Gamsgarten (od lutego do kwietnia, w zależności od warunków śniegowych) oraz 200-metrową jaskinię lodową (Eisgrotte) ze ścieżką edukacyjną wyjaśniającą zjawisko lodowców.

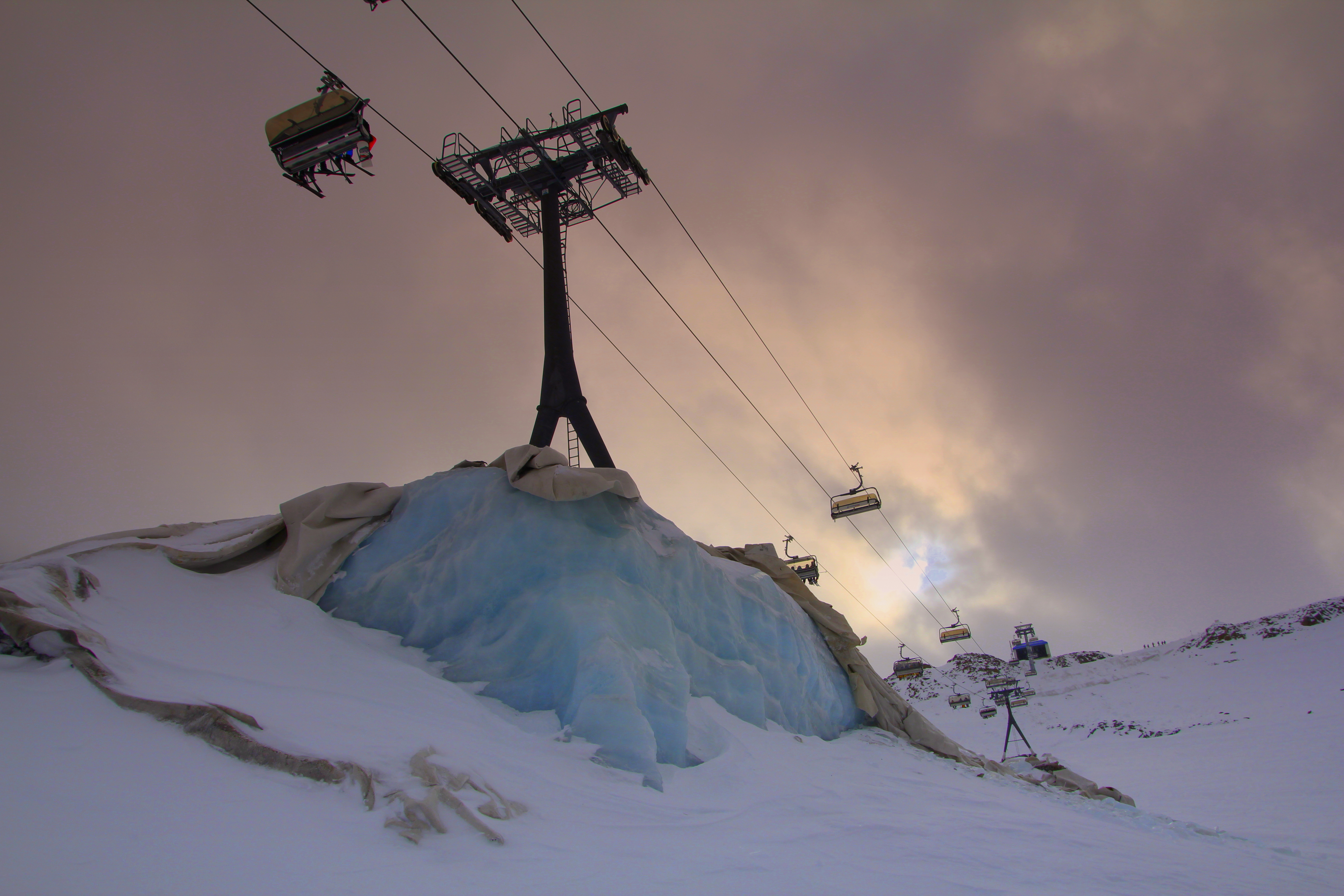
Lodowiec nakryty specjalną ochronną włókniną

Przy górnej stacji kolejki Schaufeljoch znajduje się platforma widokowa Top of Tyrol (3210 m n.p.m.) z panoramą na okoliczne trzytysięczniki, kaplica Schaufeljoch (projekt firmy ao-architekten) oraz restauracja Jochdohle. Przy górnej stacji kolejki Gamsgarten znajduje się teren treningowy do samodzielnej nauki posługiwania się detektorem i sondą lawinową. W ośrodku organizowane są kursy lawinowe.
Na terenie ośrodka jest kilka schronisk i restauracji. Przy górnej stacji kolejki 3S Eisgrat II, na wysokości ok. 2 900 m n.p.m., znajduje się Schaufelspitz – najwyżej położona w Alpach restauracja nagrodzona toczkiem kucharskim przez przewodnik Gault Millau (stan na 2016 r.).
Ze względu na postępujące topnienie lodowców, część tras ośrodka chroniona jest specjalną, białą włókniną, rozkładaną na powierzchni 10 hektarów wiosną i zwijaną na jesieni. Operacja ta kosztuje kilkaset tysięcy euro rocznie i finansowana jest przez koleje górskie Stubaier Gletscherbahnen.